# Кунді
Секундіно Суарес Васкес (ісп. Secundino Suárez Vázquez, нар. 13 квітня 1955, Сан-Мартін-дель-Рей-Ауреліо), відомий як Кунді (ісп. Cundi) — іспанський футболіст, що грав на позиції захисника за «Спортінг» (Хіхон) та національну збірну Іспанії.

## Клубна кар'єра
Народився 13 квітня 1955 року в Сан-Мартін-дель-Рей-Ауреліо. Вихованець футбольної школи клубу хіхонського «Спортінга». Дорослу футбольну кар'єру розпочав 1975 року в основній команді того ж клубу, в якій провів чотирнадцять сезонів, взявши участь у 310 матчах чемпіонату. Більшість часу, проведеного у складі хіхонського «Спортінга», був основним гравцем захисту команди.

## Виступи за збірну
1976 року у складі олімпійської збірної Іспанії був учасником олімпійського турніру на тогорічних літніх Олімпійських іграх.
1978 року дебютував в офіційних матчах у складі національної збірної Іспанії. У складі збірної був учасником чемпіонату Європи 1980 року в Італії, де виходив на поле в одній грі.

## Особисте життя
Його син Рубен Суарес також став професійним футболістом, грав за низку іспанських клубних команд, юнацькі та молодіжну збірні країни.